# مادلين بيترز
مادلين بيترز هي ممثلة كندية، ولدت في 30 مارس 1996 في تورونتو في كندا.

## أعمال

### مسلسلات
- فرندشيب إز ماجيك[1]

## وصلات خارجية
- مادلين بيترز على موقع IMDb (الإنجليزية)
- مادلين بيترز على موقع قاعدة بيانات الفيلم (الإنجليزية)